# Adeodát
Az Adeodát latin eredetű férfinév, jelentése: Istentől adott.  Női párja: Adeodáta.

## Rokon nevek
Az Adeodát anyakönyvezhető rokon neve:
- Deodát:[1] rövidült alak[3]

## Gyakorisága
Az újszülötteknek adott nevek körében az 1990-es években az Adeodát és a Deodát egyaránt szórványosan fordult elő. A 2000-es és a 2010-es években sem szerepeltek a 100 leggyakrabban adott férfinév között.
A teljes népességre vonatkozóan a 2000-es és a 2010-es években az Adeodát és a Deodát nem szerepelt a 100 leggyakrabban viselt férfinév között.

## Névnapok
Adeodát, Deodát:  június 19., június 26., november 8.

## Híres Adeodátok, Deodátok
Zuh Deodáth - filozófus